# Комарове (Камінь-Каширський район)
Кома́рове — село в Україні, у Маневицькій селищній громаді Камінь-Каширського району Волинської області. Населення становить близько 700 осіб на кінець 2024 року.

## Географія
Через село тече річка Желізниця, ліва притока Стиру.

## Заснування села
Перша писемна згадка про село Комарово датується 1533 р. у справі між старостою
володимирським Федором Андрійовичем Сангушковичем і князем Василем Михайловичем Сангушковичем Ковельським щодо
різноманітних збитків та волинських маєтностей, як маєток що належить Свято — Миколаївському Мильчанському монастирю. Про назву села люди кажуть по-різному. Одні кажуть що село розташоване на болотах і від того що багато комарів, інші— що володів селом князь Комаров. Але історія заперечує про існування такого князя. Існує ще й така думка, що по берегах річок Стир, Буг, Прип'ять, Дністер селилися східно-слов'янські племена.
Поросла лісами, помережана річками та озерами місцина була багата на дичину та рибу. Родючі та соковиті луги давали можливість займатися землеробством та скотарством. Раз по раз на племена полян робили набіги татари. Вцілілі від таких набігів люди побрели на тихий, гарний куточок землі і оселилися тут. Про це свідчать і назви урочищ. Розказують що одна баба накрилася у возі решетом і врятувалася від ординців. Є таке урочище Решітець. Урочище «Бабниця» назву носить від того що група баб врятувалася у возі дихаючи через очеретину. Так само Кумово, Дворище і ряд інших урочищ. Енциклопедія українознавства (у 10 томах) / Головний редактор Володимир Кубійович/
Вцілілі люди об'єдналися та й оселилися тут. Спочатку поселилися в коморі що вціліла. Жили вирощували хліб, випасали худобу, ростили дітей. Згодом стало тісно в коморі. Почали люди будуватися. Так із комори виросло село Комарово.
Ось як село описане в спогадах. Село розташоване на правій стороні річки Рутвиці і входило до приватної дачі князя Радзівіла. У селі було 51 двір і 366 жителів.

## Місце в історії
1340 рік село було під владою Польсько-Литовського князівства. Володіли селом князі Чорторійські. Селяни змушені були, окрім грошового й натурального податку, виконувати ряд повинностей.
Наші селяни разом з жителями навколишніх сіл брали участь у Берестейській битві 1651 року. Проте визвольна війна не принесла полегшення. Згідно з Андрусівським перемир'ям 1667 року Правобережна Україна залишилася у складі Польщі.
У 1872 році в селі побудовано крижову церкву. При церкві діяла церковноприходська школа. Викладав у школі піп Ніцензький. Навчання проводилось польською мовою. 

Реформа 1861 року також не виправдала сподівань на краще. Про заможність наших селян можна судити із архівних документів під назвою: «Звіти про становище викупної справи по Луцькому повіту за 1868—1872рр». Лише 10 господарств із 110 змогло викупити землю в польських князів, братів Людовика та Володимира Четвертинських.

## Життя у селі
Медичне обслуговування було зовсім відсутнє. Життя селян більш-менш розмірене перервала Перша світова війна. Все цивільне населення із села виселили в так звані беги — за річку Стир, у Пінські ліси. До війни в селі було 110 господарств, а повернулось лише 50.Село розрушене, спустошене, почало відбудовуватися. Знову збудували церкву, яка носить назву і по цей час Різдва Богородиці.
У 1932-33 роках почала працювати початкова школа. Дітей шкільного віку записано 265 чоловік.
У 1939 році після возз'єднаня із Східною Україною в селі відкрилася семирічна школа. Навчання проводилось українською мовою.
У 1964 році школа із семирічної переросла у десятирічну.
Також в селі відкривається фельдшерсько-акушерський пункт.
Першим головою сільської Ради був Єфімчук Григорій Давидович, секретарем Курдельчук Адам Петрович.
Зараз до Комарівської сільської Ради належить два населених пункти — Комарово та Новосілки.
У 1998 році збудовано нову школу. Працює фельдшерсько-акушерський пункт, будинок культури, бібліотека. При будинку культури працюють гуртки художньої самодіяльності. Малий словник історії України / Відповідальний редактор Валерій Смолій/
У 1948 році в селі організовано колгосп «Червона зірка», а згодом його було перейменовано в колгосп ім. Жданова. Колгосп існував до 1996 року.
12 червня 2020 року, відповідно до розпорядження Кабінету Міністрів України № 708-р «Про визначення адміністративних центрів та затвердження територій територіальних громад Волинської області», село увійшло у склад Маневицької селищної громади.
19 липня 2020 року, в результаті адміністративно-територіальної реформи та ліквідації  Маневицького району, село увійшло до складу новоутвореного Камінь-Каширського району.

## Населення
Згідно з переписом УРСР 1989 року чисельність наявного населення села становила 979 осіб, з яких 486 чоловіків та 493 жінки.
За переписом населення України 2001 року в селі мешкала 931 особа.

### Мова
Розподіл населення за рідною мовою за даними перепису 2001 року:
| Мова       | Відсоток |
| ---------- | -------- |
| українська | 99,89 %  |
| російська  | 0,11 %   |

## Відомі люди
- Лінник Степан Андріанович — керівник Колківського районного проводу ОУН, один із останніх діючих командирів УПА. Загинув у селі.
- Заліпа Павло Іванович — відомий письменик, студент НУФВСУ та військовослужбовець 67-окремої механізованої бригади. Загинув у боях за Авдіївку 1 грудня 2023 року.